# Когг
Когг, ког (от др.-в.-нем. kogho и ср.-нижн.-нем. kogge, koggen) — средневековое одномачтовое палубное парусное судно с высокими бортами и мощным корпусом, оснащённое прямым парусом площадью 150—200 м². Использовалось как основное торговое, а также военное судно союза ганзейских городов.

## Этимология
Слово «когг» родственно немецкому «кугель», англ. Kugel — шар, шароподобный. В этом значении оно перешло в старофранцузский, староскандинавский и другие европейские языки. На фризском наречии Kogge означает «бочка», «шайка», «посудина».
В русскоязычных источниках также указывается происхождение названия «когг» от древнегерманского «kugg» — выпуклый.

## История
Происхождение когга является спорным. По наиболее распространенной версии, когги были изобретены фризами для нужд и условий неглубокой акватории ваттового моря близ берегов Фрисландии.
Некоторые историки обращают внимание на то, что начиная с IX века в составе флотилий викингов привычные стройные и длинные драккары, начинают всё чаще появляться в сопровождении массивных парусно-вёсельных грузовых «кнорров» («Knorren»). Однако версия родства коггов с кноррами признаётся недоказанной.
Наиболее ранние археологические находки отдельных деталей судна датируются VII веком. Известны также письменные рассуждения короля Англии Альфреда Великого, из которых следует, что фризские корабли по конструкции отличаются от прежде известных скандинавских и английских.
Первое документальное письменное упоминание о когге относится к 948 году. В течение X—XV веков конструкция когга непрерывно совершенствуется. На протяжении XII—XIV веков и более чем 200 лет когг являлся главным морским судном Ганзы.
Вместимость коггов была по тем временам довольно значительной и достигала 100 ластов, т. е. свыше 200 регистровых тонн. Ливонский хронист Генрих Латвийский под 1206 годом сообщает, что Ригу спасло от голода прибытие всего двух нагруженных зерном коггов.
Ганзейские когги были, как правило, одномачтовыми, но во второй половине XIV столетия возникает тип трёхмачтового когга — хольк, или халк.

## Технические характеристики
- Длина : от 15 до 25 м.
- Ширина : 5—8 м
- Высота борта : 3—5 м
- Высота мачты : ок. 25 м
- Площадь паруса: ок. 200 м²
- Объем грузового трюма : ок. 150 м³
- Грузоподъемность : до 100 «ластов» (200 тонн)
- Осадка (с грузом): ок. 2,25 м
- Экипаж: 10—18 чел.

## Особенности конструкции
Длительность сборки одного судна, по оценкам, в среднем три года. Основной строительный материал — древесина дуба. Массивные элементы конструкции (балки) выпиливались из дубовых стволов, а не вырубались, как в кораблях викингов. Для наиболее толстых балок использовалась древесина низких сортов, что значительно снижало общую стоимость, и, соответственно, долговечность каждого корабля.
Прямой киль, короткий корпус судна — соотношение длины киля и ширины корпуса было примерно 3:1. Почти прямой довольно крутой ахтерштевень, а также высокоборный дощатый корпус судна с клинкерной («внакрой») обшивкой и открытой палубой.
В XII столетии на коггах — впервые в истории европейского мореплавания — появился руль, прикрепленный к ахтерштевню, снабжённый румпелем. До этого в качестве руля судна служило рулевое весло.
Характерной чертой коггов были высокие зубчатые надстройки на баке и юте, предназначенные для размещения вооружённой команды, пращников и стрелков из луков и арбалетов. Мачта на североевропейских коггах была одна, с одним прямым парусом.
Характерной особенностью когга является навесное рулевое перо. В носу и корме судна сооружали бойницы с зубчатым ограждением для защиты, в них размещались воины и орудия. При наличии киля, судно практически является плоскодонным, благодаря повышенной ширине средней части корпуса.

## Современные репликации (полноразмерные копии) коггов
Современная постройка или репликация ганзейских коггов началась с восстановления и реконструкции поднятых со дна моря археологами остатков оригинальных судов.
Построенное в Любеке на рубеже 1990-х—2000-х годов «коггоподобное» трёхмачтовое парусное судно «Lisa von Lübeck» — по такелажу в действительности является ганзейской каравеллой. По своим параметрам она превосходит испанские каравеллы Христофора Колумба «Нинья», «Пинта» и «Санта-Мария».